# ラガマフィン
ラガマフィン音楽（ラガマフィンおんがく、Raggamuffin music）は、レゲエの1ジャンル、またはダンスホール・レゲエの1ジャンルである。ラガ（Ragga）とも呼ばれる。

## 歴史
音楽的には電子音楽的な要素で構成されており、サンプリングの手法も頻繁に用いられる。1984年に録音された、1985年に発表されたキング・ジャミーが電子キーボードのシンセサイザーを用いて、ウェイン・スミスの｢Under Mi Sleng Teng｣を制作し、ラガの歴史において初期の例であったと言われている ｢Sleng Teng｣をきっかけとして、ジャミーが大きな人気を集めることになったので、他のプロデューサーたちも様々な歌手と共にオリジナルのリディムを発表していった。ラガは「ダンスホール・レゲエ」と同じジャンルであると見られることがあるが、厳密には異なるジャンルである。ラガ音楽では、歌手がリディムにのせて歌うのではなく、DJたちがリディムにのせて語ることが多い。ラガという言葉がジャマイカで用いられることは少ない。逆に、ヨーロッパやアメリカでは、ダンスホールという言葉よりも「ラガと呼ぶケースが一般的」である。
ジャマイカでのラガは、西洋で電子音楽の人気が高まってきた時期よりもやや遅れて登場した。80年代半ばに誕生したラガは、1990年代にはレゲエの世界に大きな変化をもたらした。ラガが急激に普及していった背景には、電気楽器を使い演奏技術が要求されるレゲエと比べ、楽曲制作が容易であり制作費が安価であると言う点が挙げられる。ラガはまずジャマイカで発達し、ヨーロッパ、北アメリカ、アフリカ大陸へと伝播していき、そしてさらにはインド、日本などの他の国々へと拡がっていった。ラガは初期のジャングル音楽に影響を及ぼし、さらにバングラと結びつき、バングラガ・スタイルを生み出した。ジャングルは、ラガのテーマやアーティストたちから影響を受けた。1990年代には、ラガとブレイク・コアと呼ばれる2つのジャンルの音楽が、アングラシーンで出会い、ラガ・コアと呼ばれるジャンルが誕生した。
1980年代末、ジャマイカ人ラッパーのダディ・フレディは、ラガとヒップホップを融合させようと試みた。フレディの試みは、ラガを世界に普及させていくことにもなった。1987年のダディ・フレディとアッシャーDの｢ラガマフィン・ヒップホップ｣は、タイトルに｢ラガ｣という名前が冠せられた初期のシングル曲である。ラガが拡大していくにつれ、ダンスホールのアーティストたちの中には、ヒップホップの様式を取り入れる者たちが増えていった。その逆に、ラガ音楽もヒップホップに影響を及ぼすようになっていった。レゲエのアーティストたちの中には、ヒップホップの感性を取り入れていくことは、ダンスホール音楽が世界に普及するために重要であると考えている者たちもいた。ラガは、英語圏の国々のR&Bやヒップホップの音楽ファンたちの支持を集めようとした結果、マッド・ライオン、シャギーらのラガ・ミュージシャンたちが大小の成功を収めた。
一方、ヒップホップの側からラガマフィンを取り入れたのは、KRS・ワン(と彼のブギーダウン・プロダクションズ)であると彼自身が曲中で主張している。他にプア・ライチャス・ティーチャーズ、レッドマン、バスタ・ライムズ、コモン、フー・シュニッケンズらもラガマフィンを取り入れた曲を発表した。